# 张鲸 (金朝)
张鲸（12世纪？—1215年），金朝末年锦州人。
1214年，张鲸聚十余万众，杀死金朝的节度使，自称临海郡王，归降蒙古帝国。1215年四月，成吉思汗铁木真让木华黎命令张鲸总领北京大定府十提控兵，随蒙古将领脱忽阑彻里必南下，攻打燕京以南的州县。木华黎派石抹也先与张鲸同行，予以监视。军至平州，张鲸谋划叛离蒙古，1216年，张鲸自称辽西王，年号大汉，被石抹也先杀死。张鲸弟张致闻讯，在锦州叛蒙，次年被杀。《元史》以張鯨之叛及被誅在乙亥歲（1215年）而無建元記載